# Sant Pau - Dos de Maig
Sant Pau | Dos de Maig (1970-1982: Dos de Mayo, 1982-2009 Hospital de Sant Pau) is een metrostation van de Metro van Barcelona en wordt aangedaan door lijn 5. Dit station ligt onder Carrer de la Indústria in het district Eixample tussen Carrer de Cartagena en Carrer del Dos de Maig.
Het station is geopend in 1970 onder de naam Dos de Mayo, als lijn V uitgebreid wordt van station Diagonal tot La Sagrera. In 1982 worden de benamingen van het metrosysteem gewijzigd: de lijnen krijgen Arabische cijfers en dit station wordt hernoemd naar het nabijgelegen Hospital de Sant Pau. Die naam zou het dragen totdat het op 13 december 2009 wederom wordt herdoopt, deze keer in Sant Pau | Dos de Mayo, omdat de ingang van het nieuwe ziekenhuis dichter bij het metrostation Guinardó ligt, dat bij dezelfde gelegenheid wordt omgedoopt in Guinardó | Hospital de Sant Pau. Rond die tijd wordt het station ook verbouwd en in september 2010 is de renovatie afgerond, waarbij het gehele interieur van aanzien is veranderd.
In dit station scheidt een muur de sporen voor beide richtingen. Het heeft zijperrons, en boven elk uiteinde een toegangshal met kaartverkoop en een aparte ingang, een aan Carrer Cartagena en een aan de Carrer Dos de Maig.

## Omgeving
Via dit station zijn de volgende bezienswaardigheden en plekken te bereiken:
- Het monumentale gedeelte van Hospital de Sant Pau dat op de werelderfgoedlijst staat.
- Avinguda Gaudí